# 自動車牌辨識

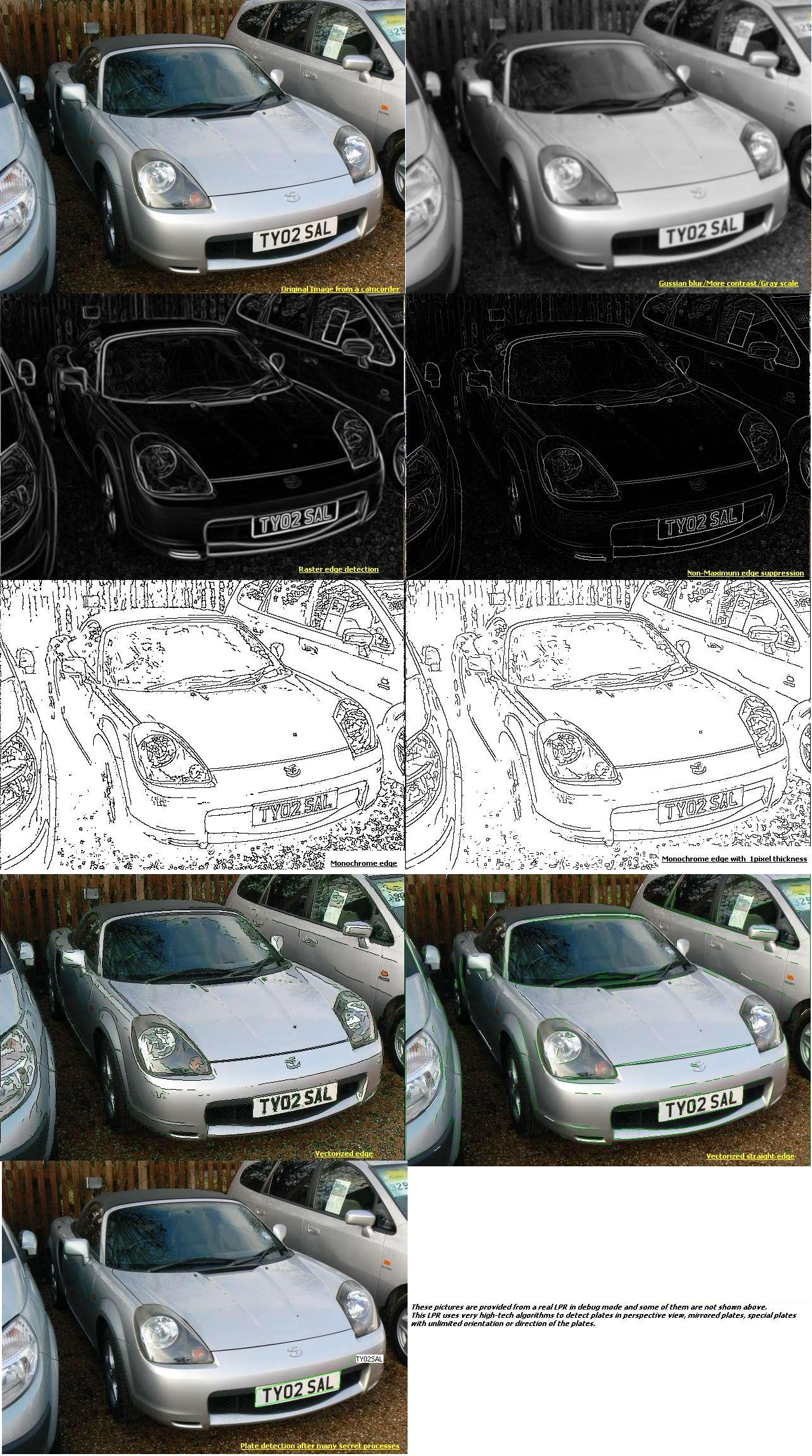
实景自動車牌辨識调试的示意图

自動車牌辨識（英語：Automatic number-plate recognition，縮寫為），是一種利用光學字符識別元件來讀取影像中的車輛號牌資訊，用以建立汽車定位資訊的技術。可使用既存的閉路電視或攝影機，或是特別為這個用途而設計的攝影機，來讀取車牌。現今世界各國的交通警察，大多都已採取這項技術，來確定車輛是不是有合法執照，以及在犯罪案件發生時，追蹤有關車輛的去向。在停車場和收費道路也可用於控管車輛進出及費用計算。